# ماري آن كوتون
ماري آن كوتون (بالإنجليزية: Mary Ann Cotton) (ولدت في أكتوبر 1832 في مقاطعة دورهام - توفيت 24 مارس 1873)، كانت امرأة إنجليزية أدينت بقتل أطفالها، ويعتقد أنها قتلت ما يصل إلى 21 شخصا بينهم ثلاثة من أزواجها، وذلك عن طريق تسميمهم بالزرنيخ.